# ألفا غليسيريل فوسفوريل كولين
مركب ألفا - جي بي سي (L-Alpha glycerylphosphorylcholine (alpha-GPC, choline alfoscerate) هو مركب كولين طبيعي يوجد في الدماغ. بل هو أيضا المادة الخام لتخليق أشباه الأستيل كولين التي قد يكون لها القدرة على علاج مرض الزهايمر وغيره من أمراض الخرف.
يقوم ذلك المركب بتسليم الكولين بشكل سريع إلى الدماغ عبر الحاجز الدموي الدماغي، وهو عبارة عن مادة صناعية أساسية لانتاج الأسيتيل كولين. وهو دواء يصرف من الصيدلى دون روشتة طبية في معظم البلدان وفي الولايات المتحدة يصنف على أنه معترف به عمومًا على أنه آمن.

## الفعالية
وقد بحثت الدراسات في فعالية المركب ألفا - جي بي سي في علاج الاضطرابات المعرفية بما في ذلك السكتة الدماغية ومرض الزهايمر. تم إجراء اختبار سريري في مراكز متعددة في إيطاليا على 2044 مريض يعانون من السكتة الدماغية، وتم تزويدهم بألفا - جي بي سي بجرعات 1000 ملغم / يوم لمدة 28 يومًا و 400 ملغ ثلاث مرات في اليوم لخمسة أشهر متتالية. أكدت التجربة الدور العلاجي لذلك المركب الكيميائي على الانتعاش المعرفي للمرضى على أساس أربعة مقاييس، ثلاثة منها وصلت إلى دلالة إحصائية. الجرعات شائعة الاستخدام هي 300 إلى 1200 ملغ يومياً.

## الإنتاج
صناعياً، يتم إنتاج ألفا - جي بي سي بواسطة إزالة مجموعة الاسيل بالطرق الكيميائية أو الإنزيمية من الفوسفاتيد الفوسفوري المخصب من فوسفات الصويا يليها التنقية الكروماتوجرافية. كما يمكن اشتقاقه بكميات صغيرة من ليسيثين الصويا عالي النقاء وكذلك من ليسيثين عباد الشمس المنقى.

## التسويق
وتشمل الشركات الرئيسية التي تعمل في سوق GPC العالمي شركة Avanti Polar Lipids و Lipoid GmbH و VAV Life Sciences Pvt. وشركة NOF.

## التخزين
أبلغ العديد من المستخدمين عن تلف مادة alpha-GPC عند تخزينها بشكل في العراء أو لفترات زمنية طويلة. Alpha-GPC هو ماص للرطوبة ويسحب الرطوبة من الهواء المحيط. سيؤدي ذلك إلى تحول المسحوق إلى مادة مثل الجل.حتى عند درجة نقاء 99٪ للمركب تتم هذه العملية بمعدل واضح (من ثوانٍ إلى دقائق)، وبالتالي يتطلب تقليل تعرضه للهواء. يمكن أن تؤدي عملية امتصاص الرطوبة هذه إلى تكون كبسولات هلامية غير غيرمعبأة بالكامل من مادة ألفا GPC لتذوب. يجب استخدام طرق التخزين المناسبة مع alpha-GPC وتتضمن هذه الطرق إزالة كل الهواء من الحاوية، والتعبئة المزدوجة بداخل أكياس بلاستيكية مخصصة للمواد الكيميائية (أقل تسريبًا للهواء)، وتخزين الجزء الزائد داخل بالتجميد. ينصح  بأكياس مفرغة من الهواء. بالنسبة إلى الأشخاص الذين يستخدمون ألفا - GPC يوميًا، يُنصح بفصل الفائض من إمدادات الشهر وتخزينه قدر الإمكان. تعد عملية التفريغ والتقسيم للكميات الكبيرة من التوزيعات إلى العديد الأصغر منها  للكمية المستخدمة بالشهر واحدة من الطرق المفضلة للعديد من المستخدمين. من المهم أن نلاحظ أن امتصاص الرطوبة لا يعنى لا يؤدي إلى تكسيرالمادة ولكن يتركها قابلة للاستخدام. ومع ذلك، فإن القدرة على وزن الجرعة بدقة لا يعد ممكنًا لأن المادة التي يتم وزنها ستكون مزيجًا من المسحوق والماء. وقد يكون مؤشر ألفا - GPC المسيل أو الباهت مؤشرا على ضعف التخزين وبالتالي يزداد احتمال حدوث تدهور فعلي.